# Pat Jackson (cầu thủ bóng đá)
Pat Jackson (8 tháng 12 năm 1924 - 6 tháng 9 năm 1974) là một cầu thủ bóng đá người Anh, thi đấu ở vị trí tiền đạo ở Football League cho Tranmere Rovers.